# King’s Cup (Fußball) 2007
Der King’s Cup 2007 (thailändisch คิงส์คัพ 2007) war die 38. Austragung eines Fußballwettbewerbs in Thailand. Ausgetragen und organisiert wurde der Wettbewerb vom thailändischen Fußballverband.

## Teilnehmende Mannschaften
| Mannschaft | Nationaler Verband               | Regionaler Verband | Kontinentalverband | FIFA-Weltrangliste |
| ---------- | -------------------------------- | ------------------ | ------------------ | ------------------ |
| Thailand   | Football Association of Thailand | AFF                | AFC                | 121. Platz         |
| Irak B*    | Iraqi Football Association       | WAFF               | AFC                |                    |
| Usbekistan | Oʻzbekiston Futbol Federatsiyasi | CAFA               | AFC                | 64. Platz          |
| Nordkorea  | DVR Korea Football Association   | EAFF               | AFC                | 115. Platz         |

* Iran B wurde durch die Vereinsmannschaft des Erbil SC gestellt.

## Modus
Jede Mannschaft tritt in einer Einfachrunde gegen die anderen teilnehmenden Mannschaften an. Jede Mannschaft bestreitet drei Spiele. Es wird nach der 3-Punkte-Regel gespielt (drei Punkte pro Sieg, ein Punkt pro Unentschieden). Das Finale bestreiten der Erst- und Zweitplatzierte.

## Austragungsort
Alle Spiele fanden in der Hauptstadt Bangkok im 50.000 Zuschauer fassenden Rajamangala Stadium statt.

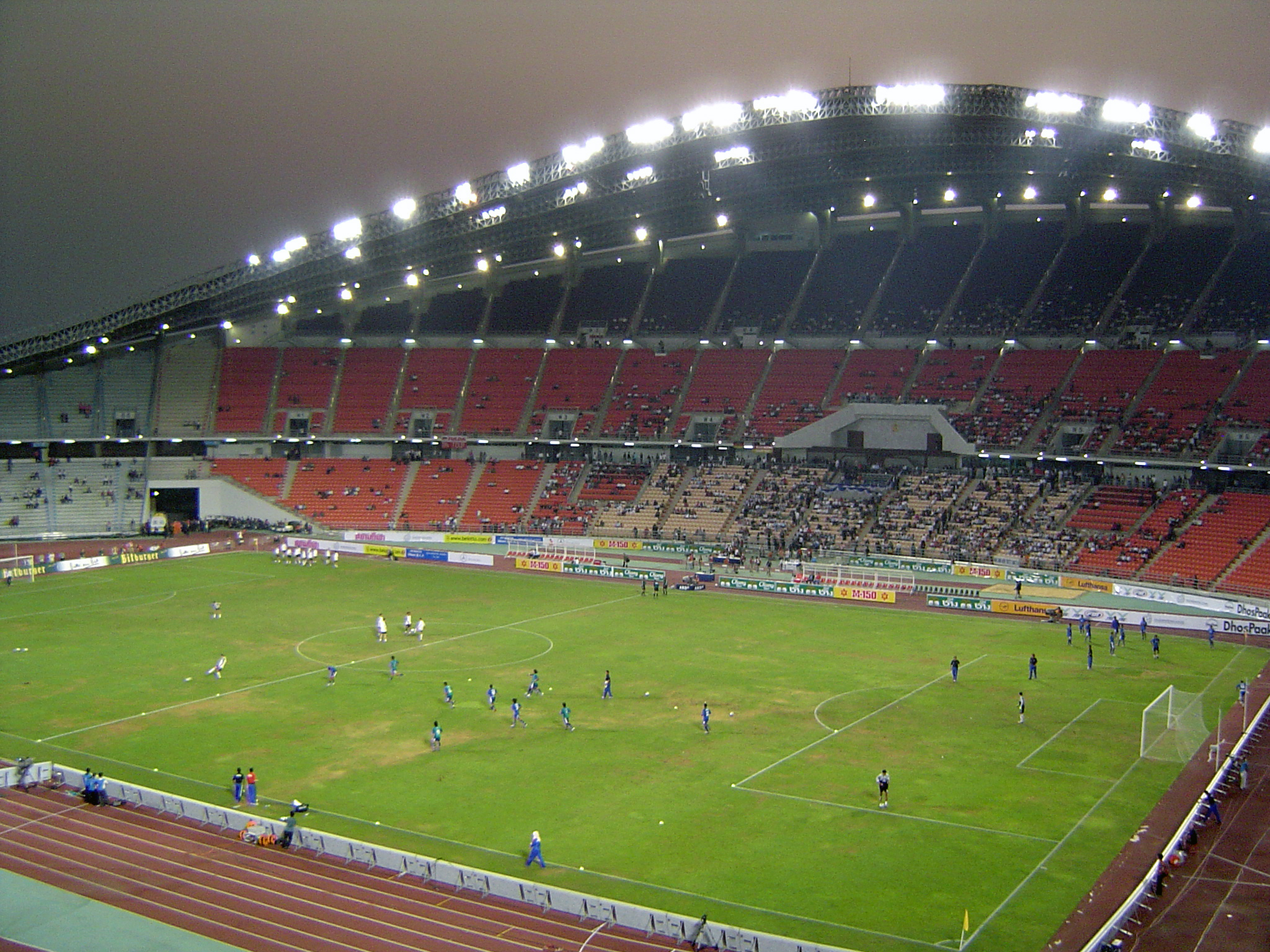
Rajamangala Stadium

## Tabelle
| Pl. | Verein     | Sp. | S | U | N | Tore    | Diff. | Punkte |
| --- | ---------- | --- | - | - | - | ------- | ----- | ------ |
| 1.  | Thailand   | 3   | 3 | 0 | 0 | 006:300 | +3    | 09     |
| 2.  | Irak B     | 3   | 2 | 0 | 1 | 005:300 | +2    | 06     |
| 3.  | Nordkorea  | 3   | 0 | 1 | 2 | 002:400 | −2    | 01     |
| 4.  | Usbekistan | 3   | 0 | 1 | 2 | 005:800 | −3    | 01     |

## Gruppenspiele
| Datum                          |           | Ergebnis |            |
| ------------------------------ | --------- | -------- | ---------- |
| 22. Dezember 2007 um 17:00 Uhr | Thailand  | 3:2      | Usbekistan |
| 22. Dezember 2007 um 19:15 Uhr | Irak B    | 1:0      | Nordkorea  |
| 24. Dezember 2007 um 16:30 Uhr | Nordkorea | 2:2      | Usbekistan |
| 24. Dezember 2007 um 18:45 Uhr | Thailand  | 2:1      | Irak B     |
| 26. Dezember 2007 um 16:30 Uhr | Irak B    | 3:1      | Usbekistan |
| 26. Dezember 2007 um 18:45 Uhr | Thailand  | 1:0      | Nordkorea  |

## Finale
| Datum                          |          | Ergebnis |        |
| ------------------------------ | -------- | -------- | ------ |
| 29. Dezember 2007 um 18:00 Uhr | Thailand | 1:0      | Irak B |

## Platzierung
| Platz    | Mannschaft |
| -------- | ---------- |
| 1. Platz | Thailand   |
| 2. Platz | Irak B     |
| 3. Platz | Nordkorea  |
| 4. Platz | Usbekistan |